# Филота Парменионов
Филота, Парменионов син (грч. Φιλώτας, до 330. п. н. е.) је био македонски војсковођа и генерал Александра Македонскога. Отац му је био Александров најважнији генерал Парменион. Заповедано је елитном јединицом македонске тешке коњице, која је стално пратила Александра Македонскога у свим биткама. Оптужен је за заверу против Александра, па је погубљен. Показао је немар да пријави заверу против Александра Македонскога. Александар је тада наредио да се убије и његов отац Парменион, јер се бојао његове реакције након Филотинога погубљења.

## Балкански поход
Његов отац Парменион био је други у линији командовања македонске војске. Пре преласка у Азију Филота је командовао само делом македонске коњице. Када је опколио Илире и Клитију Илирца у Пелију Александар је послао Филоту Парменионовога са коњицом да штити војску, која је кренула у снабдевање. Глаукија је заузео планине око равнице у којој је био Филота са својом војском, па се нашао у опасности. Александар је онда морао да их спасава.

## Особине
Према Плутарху Филота је био храбар и истрајан ратник. Одликовао се дарежљивошћи и био је одан својим пријатељима. С друге стране био је надувен, поносио се својим богатством и разметао се својим понашањем и одевањем. Његова надувеност је касније допринела његовом паду.

## Поход у Малој Азији
Његов отац Парменион је изгледа помогао Александру Македонском да дође на власт након атентата на Филипа II Македонскога. Парменион је због тога остао други човек у македонској војсци, а омогућио је и својим синовима највише положаје. Филота Парменионов је добио положај команданта македонске тешке коњице. У бици код Граника био је на челу десног крила поред стрелаца и Агријана. Приликом опсаде Милета успешно је уз помоћ коњице и три бригде пешадије спречавао персијску флоту да се искрцава крај Микале. Никанор их је спречавао у милетској луци. Пошто персијска флота није могла да се снабдева ни водом ни храном, морали су да оду. Касније је приликом опсаде Халикарнаса учествовао и у неуспелом нападу на Минд. Учествовао је у бици код Иса, али ништа специфично није забележено о његовој улози.

## Египатска афера
Током египатскога похода почео је да прича против Александра Македонскога. Имао је као љубавницу Антигону, родом из Македоније, коју је заробио његов отац код Дамаска. Њој је много тога испричао против Александра. Све велике успехе приписивао је своме оцу и себи, а о Александру је говорио као о детету које њима има да захвали за све успехе. Антигона се избрбљала, па је то преко неких познаника дочуо и Кратер, па на крају и сам Александар Велики. Александар се претварао да за то није чуо. Када је касније 330. п. н. е. био тешко оптужен тада се и Птолемеј Сотер сетио да је чуо да свашта прича о Александру, али све то тада није сматрао озбиљним.

## Каснији походи
У бици код Гаугамеле 331. п. н. е. поново је заповедао елитном македонском коњицом, али детаљи његова учешћа нису забележени. За време битке код Персијских врата 330. п. н. е. Александар је са великим делом војске заобилазио Ариобарзанове снаге, а Филота је добио задатак да заједно са Коином, Полиперхоном и Аминтом покуша да премости реку Аракс.

## Филотина завера
Један од краљевих пријатеља Димно наљутио се на краља Александра Великога и одлучио је да организује заверу. Димнов пријатељ открио је заверу своме брату Кебалину, који је одлучио да лично обавести краља. Кебалин је покушао да дође до Александра преко Филоте, али Филота није обавестио краља. Према Плутарху Кебалин и његов брат су два пута долазили, а Филота им је говорио да краљ има важнијега посла. Њих двојица су ипак преко некога другога дошли до Александра и обавестили га и о завери, али и о Филоти. Према Диодору Кебалин је обавестио Филоту о завери, а Филота је обећао да ће све рећи Александру, али није то учинио. Након тога Кебалин је преко једнога од краљевих пажева обавестио Александра. Александар Македонски је наредио да се ухапсе Димно и Филота. Димно је извршио самоубиство. Филота је порицао да је учествовао у завери и говорио је да се ради о немару.

## Суђење и погубљење
Према Курцију Руфу одлуку о Филоти донела је скупштина од 6.000 Македонаца. Претходно су саслушали аргументе обе стране. Кратер је износио најтеже оптужбе против Филоте. Кратер је говорио да је Александар одавно требало да се чува Филоте Парменионова и да треба да се чува од непријатеља изнутра. Хефестион је исто тако био непријатељски расположен. Мрзили су Филоту дуже време. Предлагали су и да се Филота подвргне мукама. Филота је под мукама признао заверу. Коин је био Филотин шурјак, али ипак га је тешко оптуживао. Птолемеј Сотер и Аристобул су сведочили да је Филота био сумњив још од египатскога похода, али да су тада имали поверења у њега због његова оца Пармениона. Скупштина Македонаца осудила је Филоту на смрт. Диодор каже да су тада осудили и Пармениона на смрт, али Аријан и Курције Руф не помињу такву одлуку. Александар је сматрао да је опасно да Парменион остане жив када је Филота погубљен. Парменион је заповедао великом војском и чувао је огромну заробљену персијску ризницу. Александар је послао поверљиве људе на тркачким камилама да убију Пармениона пре него што би сазнао за Филотино погубљење. Када су стигли убили су Пармениона. Филота и Парменион су били познати као критичари Александрових оријенталних обичаја, па постоји могућност да је Александар искористио Филотину повезаност са завером да га елиминише.